# Cicindela marutha
Cicindela marutha är en skalbaggsart som beskrevs av Dow 1911. Cicindela marutha ingår i släktet Cicindela och familjen jordlöpare. Inga underarter finns listade i Catalogue of Life.